# Nerwica okopowa
Nerwica okopowa (ang. trench neurosis) – rodzaj zaburzeń psychicznych polegających na zespole depresyjno-lękowym spowodowanym nadmiernym stresem i stałym napięciem w sytuacji zagrożenia życia i zdrowia. Objawia się stanami lękowymi, dusznością i osłabieniem. Nazwa wzięła się od tego, iż najczęstsze przypadki zaobserwowano u żołnierzy uczestniczących w starciach zbrojnych.
W Polsce badania nad tym zjawiskiem prowadził profesor Jan Piltz, kierujący Katedrą Neurologiczno-Psychiatryczną Uniwersytetu Jagiellońskiego. Opracował on autorską metodę leczenia nerwicy okopowej, kładąc nacisk na psychoterapię, której celem było uspokojenie chorego, zdobycie jego zaufania oraz wzmocnienie siły woli.
W literaturze przedmiotu podkreśla się, że zaburzenia nerwowe wywołane stresem bojowym były obserwowane już wcześniej, jednak dopiero podczas I wojny światowej zyskały większą uwagę ze względu na masowość występowania. Początkowo objawy te były często bagatelizowane, a dotkniętych nimi żołnierzy uznawano za symulantów. Z czasem jednak zaczęto rozwijać metody diagnostyki i terapii tych zaburzeń. Współcześnie nerwica okopowa jest utożsamiana z zespołem stresu pourazowego (PTSD), który może dotknąć osoby narażone na ekstremalne sytuacje stresowe, nie tylko związane z działaniami wojennymi.